# Зар, Хизер
Хизер Зар — южноафриканский врач и учёная, специализирующаяся на лечении детей с респираторными заболеваниями, такими как астма, туберкулез и пневмония.

## Карьера
Профессор Зар — заведующий кафедрой педиатрии и детского здоровья Кейптаунского университета, президент Панафриканского торакального общества.
Её работа по заболеваниям лёгких, связанным с ВИЧ/СПИДом, помогла изменить Всемирную организацию здравоохранения и национальные руководства. Работа над использованием недорогих переработанных пластиковых бутылок в качестве спейсеров, помогающих детям легче вдыхать аэрозольные лекарства от астмы, привлекла к ней мировое внимание. Зар одна из руководительниц лонгитюдного исследования, включающего около 1000 детей, проводимого с целью лучшего понимания и разработки профилактических стратегий для лечения детских заболеваний. Она член Академии наук Южной Африки. Профессор Зар опубликовала более 200 научных статей.

## Награды
- Всемирная премия за здоровье легких Американского торакального общества, 2014 год[8]
- Премия L’Oréal-ЮНЕСКО «Женщины в науке», 2018 год[9]